# Îles Schouten (Papouasie-Nouvelle-Guinée)
Pour les articles homonymes, voir îles Schouten.
Les îles Schouten sont un groupe de six petites îles volcaniques de la mer de Bismarck, appartenant à la  Papouasie-Nouvelle-Guinée. Elles se situent au nord-est de l'île de Nouvelle-Guinée, dans la province de East Sepik. Le groupe est aussi appelée  îles Schouten Orientales ou îles Le Maire pour les distinguer des îles Schouten d'Indonésie, situées au nord-ouest de la Nouvelle-Guinée.
La superficie totale du groupe est d'environ 50 km2.

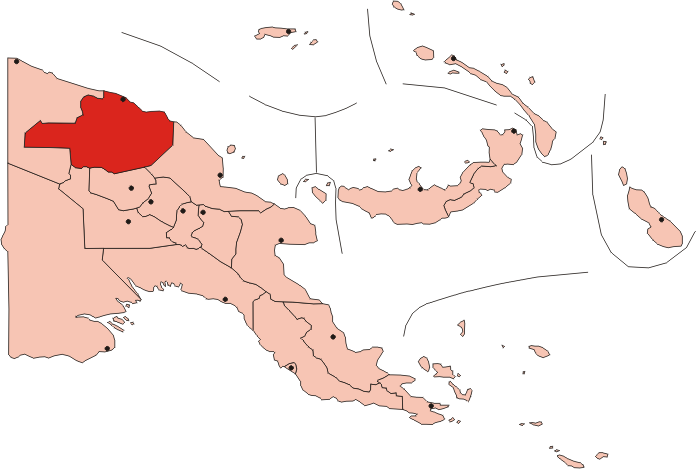
Les îles Schouten sont au large de province d'East Sepik (en rouge)

Les îles Schouten comprennent, d'est en ouest :
- Bam, volcan actif, dernière éruption en 1960.
- Kadovar, volcan – possible mais non confirmée éruption vers 1700.
- Blup Blup, volcan.
- Wei
- Koil
- Vokeo

Ces îles ont été nommées d'après Willem Schouten, explorateur et navigateur néerlandais (Jacob Le Maire était le capitaine du second navire de l'expédition de Schouten). Le premier contact date de 1545, par Íñigo Ortiz de Retes.
Leur population humaine est d'environ 4 000.

## Référence
- (en) Cet article est partiellement ou en totalité issu de l’article de Wikipédia en anglais intitulé « Schouten Islands (Papua New Guinea) » (voir la liste des auteurs).